# Bjästa
Bjästa – miejscowość (tätort) w Szwecji w gminie Örnsköldsvik w regionie Västernorrland. Około 1785 mieszkańców.